# 高江村
高江村（たかえむら）は、鹿児島県の北西部、薩摩郡に属していた村。
1956年（昭和31年）9月30日に川内市（現在の薩摩川内市）に永利村と共に編入され、自治体としては消滅した。

## 地理
川内川の下流南部に位置しており、村域は東西8.1キロメートル、南北6.5キロメートルに及ぶ。村域の南部には高江山地が東西に連なっている。村役場は大字高江に置かれていた。1956年時点の総人口は5,949人、世帯数は1,310戸、編入直前の1955年の国勢調査（1955年10月1日）時点では総人口は6,009人であった。

### 大字
高江村は藩政時代の村を継承した高江、久見崎、寄田の3大字があった。
川内市編入時に「 市村の廃置分合に伴う大字の廃止及び町の新設」（鹿児島県告示）により大字高江は「高江町」、大字久見崎は「久見崎町」、大字寄田は「寄田町」となった。現在の薩摩川内市高江町、久見崎町、寄田町にあたる。

### 隣接する自治体
- 川内市
- 串木野市

### 河川
- 川内川

## 沿革
江戸時代には薩摩藩の行政区域「高江郷」の区域がそのまま高江村として置かれた。明治初期の戸長役場は高江に置かれており、町村制施行後も村役場が置かれており、高江村の中心となっていた。
- 1889年（明治22年）4月1日 - 町村制施行に伴い、高江郷の高江村、久見崎村、寄田村の区域より、薩摩郡高江村が成立[6]。
- 1953年（昭和28年） - 村役場を大字高江字内場から大字高江字永田1735番地1に移転[2]。
- 1954年（昭和29年）12月 - 高江村議会が川内市編入を議決する[3]。
- 1956年（昭和31年）9月30日 - 高江村が川内市に編入される[3]。村役場は川内市役所高江支所（後に出張所に格下げ、1976年（昭和51年）12月28日廃止[8]）となる[9]。

## 行政
- 町長：前平善次郎（1951年5月[10] - 1956年9月30日）

### 歴代村長
以下の歴代村長一覧は川内市史記載の高江村長の一覧に基づく。
| 代 | 氏名          | 就任年             | 退任年             |
| -- | ------------- | ------------------ | ------------------ |
| 初 | 山崎 弥輔     | 1889年（明治22年） | 1892年（明治25年） |
| 2  | 有馬 晋介     | 1892年（明治25年） | 1896年（明治29年） |
| 3  | 折田 穆       | 1896年（明治29年） | 1899年（明治32年） |
| 4  | 有馬 晋介     | 1899年（明治32年） | 1912年（大正元年） |
| 5  | 家村 壮之丞   | 1912年（大正元年） | 1920年（大正9年）  |
| 6  | 中村 幸吉     | 1920年（大正9年）  | 1924年（大正13年） |
| 7  | 児玉 甚五兵衛 | 1924年（大正13年） | 1928年（昭和3年）  |
| 8  | 有馬 秀一     | 1928年（昭和3年）  | 不詳               |
| 9  | 橋口 吉次郎   | 1929年（昭和4年）  | 1933年（昭和8年）  |
| 10 | 日高 直二     | 1933年（昭和8年）  | 1946年（昭和21年） |
| 11 | 木元 祐義     | 1947年（昭和22年） | 1951年（昭和26年） |
| 12 | 前平 善次郎   | 1951年（昭和26年） | 1956年（昭和31年） |

## 人口
以下の人口遷移表は『角川日本地名大辞典』の記述に基づく。
凡例
|  | 人口（人） |

| 1902年 | 3,979 |  |
| 1921年 | 4,031 |  |
| 1955年 | 6,009 |  |

## 地域

### 教育

#### 中学校
- 高江村立高江中学校
- 高江村立寄田中学校

#### 小学校
- 高江村立峰山小学校
- 高江村立滄浪小学校
- 高江村立寄田小学校

## 交通

### 道路

#### 県道
主要地方道
- 鹿児島県道43号川内串木野線

## 出身著名人
- 河野徹志 （帝国議会衆議院議員、医師）
- 臼井茂樹（大日本帝国陸軍軍人（少将））[12]
- 若松幸禧（大日本帝国陸軍軍人（中佐））[13]